# Mustapha Akouz

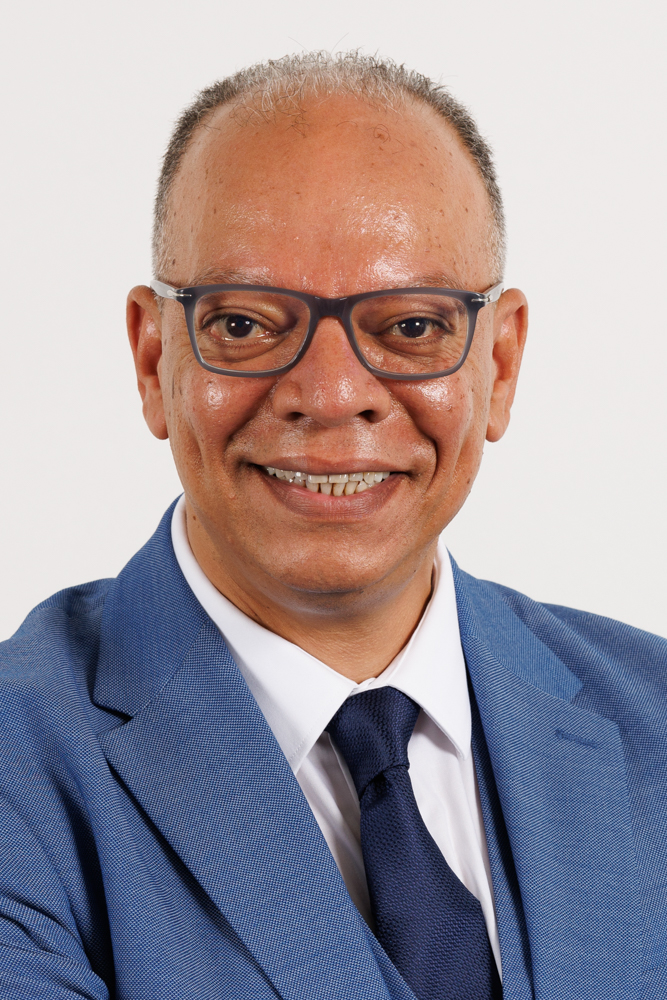
Mustapha Akouz

Mustapha Akouz (Bergen, 26 november 1967) is een Belgisch politicus voor de PS.

## Biografie
Akouz is van Marokkaanse afkomst. Van opleiding maatschappelijk assistent, werd hij beroepshalve maatschappelijk werker in het Brusselse. Van 2000 tot 2003 was hij tevens coördinator van het Centre d'Action sanitaire en milieu communautaire (Casc), een vzw in Sint-Gillis die drugsverslaafden begeleidde. Na het faillissement van de vzw in 2003 werd Akouz door andere bestuurders van Casc beschuldigd van financieel wanbeheer en verduistering van middelen om zich persoonlijk te verrijken. Deze beschuldigingen bleven echter zonder juridische gevolgen.
Hij begon zijn politieke carrière voor het FDF en was voor deze partij kandidaat bij de Kamerverkiezingen van november 1991 in het arrondissement Bergen en bij de gemeenteraadsverkiezingen van oktober 1994 in Anderlecht, telkens zonder verkozen te raken. Vervolgens werd hij begin 1995 OCMW-raadslid van Anderlecht, een functie die hij uitoefende tot in 2006. 
Begin 1997 verliet Akouz het FDF uit onvrede met het sociaal beleid in Anderlecht, waarbij er volgens Akouz niet genoeg middelen werden vrijgemaakt voor het OCMW om de groeiende sociale noden op te vangen, en later dat jaar sloot hij zich aan bij de PS. Voor deze partij was hij op een onverkiesbare plaats kandidaat bij de federale verkiezingen van juni 1999, als kandidaat voor de Kamerlijst in de kieskring Brussel-Halle-Vilvoorde. Bij de verkiezingen van mei 2003 was het de bedoeling dat Akouz de vierde plaats zou bekleden op de Kamerlijst van de PS in Brussel-Halle-Vilvoorde, maar door de beschuldigingen aan zijn adres na het faillissement van de vzw Casc besloot hij zich uiteindelijk terug te trekken van de lijst, ten voordele van Mohammed Boukourna.
Sinds de gemeenteraadsverkiezingen van oktober 2006 is hij gemeenteraadslid van Anderlecht. In december 2006 werd Akouz er schepen van Mobiliteit, Openbare Werken, Publieke Ruimte en Wijkcontracten. Na de verkiezingen van 2012 bleef hij schepen van Mobiliteit en Publieke Ruimte en werd hij tevens bevoegd voor Preventie, Wijkbeheer en Verenigingsleven. Eind 2018 werd Akouz vervolgens OCMW-voorzitter van de gemeente, hetgeen hij bleef tot in juni 2024.
Van 2011 tot 2018 was hij eveneens medewerker op het kabinet van de Brusselse ministers-presidenten Charles Picqué en Rudi Vervoort. Na de Brusselse gewestverkiezingen van juni 2024 belandde Akouz als vervanger van Rudi Vervoort in het Brussels Hoofdstedelijk Parlement, waardoor hij ontslag diende te nemen als OCMW-voorzitter in Anderlecht. Zijn opvolger als OCMW-voorzitter werd Lotfi Mostefa. In het Brussels Parlement werd hij begin 2025 lid van de commissie Territoriale Ontwikkeling.
Akouz kwam in november 2024 wederom in opspraak toen een Pano-reportage wantoestanden bij het OCMW van Anderlecht aan het licht bracht, waar hij als gewezen OCMW-voorzitter van Anderlecht mede voor verantwoordelijk was. Zo werden leeflonen toegekend aan personen die daar geen recht op hadden en werden daar amper controles op gedaan, onder meer door de torenhoge werkdruk op sociaal assistenten en de lange wachtlijsten. Dat gebrek aan controle leidde echter ook tot frauduleuze praktijken, waarbij mensen buiten de gemeente op grote schaal valse adressen opgaven of koppels valselijk beweerden dat ze alleen woonden, zodat ze onrechtmatig in aanmerking kwamen voor een (hoger) leefloon. Ook was er sprake van cliëntelisme, waarbij onder druk van leidinggevenden bij het OCMW kandidaten werden voorgetrokken bij het toekennen van een leefloon.